# محمود خان
محمود خان (زاده ۱۳۵۹ ولسوالی دند ولایت قندهار) سیاستمدار افغانستان و نماینده مردم ولایت قندهار در دوره شانزدهم مجلس نمایندگان است. وی در مجلس شانزدهم نمایندگان افغانستان عضو کمیسیون روابط امور بین‌المللی می‌باشد.

## زندگی‌نامه
محمود خان زاده ۱۳۵۹ از ولسوالی دند ولایت قندهار می‌باشد. او تحصیلات متوسطه خود را در لیسه البیرونی قندهار به پایان رسانید و توانست از دانشکده طب در دانشگاه کابل فارغ‌التحصیل شود.

## دیگر فعالیت‌ها
دیگر فعالیت‌های او:
- مشاور UNDP اداره ملل متحد.
- دکتر در شفاخانه میرویس.